# Lotussläktet
Lotussläktet (Nelumbo) är ett  släkte i familjen lotusväxter med två arter. Släktet är det enda i familjen.
Lotussläktets arter är vattenväxter och ytligt sett liknar de vissa näckrosväxter (Nymphaeaceae) men de är inte alls släkt. Ett kännetecken hos lotussläktet är fröställningen mitt i blomman, som är mycket karakteristisk. Lotussläktets blommor finns, till skillnad från de flesta näckrosornas, ganska högt över vattenytan. Det sitter en doftande blomma på varje stjälk.
Arterna kommer från Nordamerika, Asien och norra Australien. De odlas i varma länder för sina vackra blommor.
Inom hinduismen och buddhismen står lotusblomman för perfektion.
- Wikimedia Commons har media som rör Lotussläktet.